# Aichig (Kulmbach)
Aichig (oberfränkisch: Aachich) ist ein Gemeindeteil der Großen Kreisstadt Kulmbach im Landkreis Kulmbach (Oberfranken, Bayern). Aichig liegt in der Gemarkung Kauernburg.

## Geografie
Das Dorf Aichig bildet mit Kauernburg im Westen eine geschlossene Siedlung. Diese liegt in einer Talmulde des Kesselbachs, der etwas weiter südlich als rechter Zufluss in den Weißen Main mündet. Im Nordosten befindet sich die Mühlleite (430 m ü. NHN). Eine Gemeindestraße führt nach Blaich (1,2 km westlich) bzw. zur Bundesstraße 289 (0,3 km südöstlich).

## Geschichte
Der Ort wurde 1390 im Urbar des Klosters Langheim als „Eichech“ erstmals urkundlich erwähnt. Der Ortsname bedeutet ‚Eichenwald‘ (Eiche mit Kollektivsuffix -ach).
Gegen Ende des 18. Jahrhunderts gab es in Aichig 16 Anwesen. Das Hochgericht und die Dorf- und Gemeindeherrschaft standen dem bayreuthischen Stadtvogteiamt Kulmbach zu. Grundherren waren das Kastenamt Kulmbach (1 Tropfhaus), das Stiftskastenamt Himmelkron (1 Halbhof, 1 Tropfhaus), die Amtsverwaltung Donndorf (3 Güter, 4 Gütlein), der bambergische Langheimer Amtshof (3 Viertelhöfe) und das Rittergut Guttenberg (2 Gütlein, 1 Söldengütlein).
Von 1797 bis 1810 unterstand der Ort dem Justiz- und Kammeramt Kulmbach. Mit dem Ersten Gemeindeedikt wurde Aichig dem 1811 gebildeten Steuerdistrikt Kauerndorf und der 1812 gebildeten gleichnamigen Ruralgemeinde zugewiesen. 1818 erfolgte die Überweisung an die neu gebildete Ruralgemeinde Kauernburg. Am 1. April 1946 wurde Aichig in Kulmbach eingegliedert.

### Einwohnerentwicklung
| Jahr      | 001809 | 001818 | 001861 | 001871 | 001885 | 001900 | 001925 | 001950 | 001961 | 001970 | 001987 |
| Einwohner | 86     | 86     | 104    | 95     | 110    | 96     | 110    | 166    | 128    | 177    | *      |
| Häuser    |        | 16     |        |        | 17     | 20     | 20     | 21     | 21     |        | *      |
| Quelle    | [ 10 ] | [ 7 ]  | [ 11 ] | [ 12 ] | [ 13 ] | [ 14 ] | [ 15 ] | [ 16 ] | [ 17 ] | [ 18 ] | [ 19 ] |

## Religion
Aichig ist seit der Reformation evangelisch-lutherisch geprägt und nach St. Petrus (Kulmbach) gepfarrt.